# FaltyDL
Drew Lustman, vrai nom de FaltyDL, est un compositeur et producteur de musique électronique américain, né à New Haven dans le Connecticut.

## Carrière

### Planet Mu
Lustman grandit à New Haven en écoutant du hip-hop, du disco, du garage et de la house, mais aussi les productions IDM d'artistes anglais tels qu'Aphex Twin ou Squarepusher. Depuis l'âge de cinq ans il s'essaye à divers instruments, jouant même de la contrebasse et de la basse dans un quartet jazz durant ses études. Il se tourne ensuite vers la MAO pour gagner en liberté, prenant le sobriquet FaltyDL en référence à son surnom d'enfance et à ses initiales.
Après des débuts discrets en 2007 et plusieurs EPs sur différents labels, FaltyDL se fait remarquer deux ans plus tard en publiant chez Planet Mu son premier album Love Is a Liability. S'ensuivent rapidement deux mixes pour le compte des webzines FACT et Resident Advisor, avant une série d'EP plus ou moins longs et de divers remixes (parmi lesquels Islands de The xx, Serged de Mount Kimbie et Love Pressure de Sepalcure).
En mars 2011,  FaltyDL sort son deuxième LP You Stand Uncertain. Inspiré par le film Mean Streets selon ses dires, You Stand Uncertain s'inscrit dans la même veine que son prédécesseur, à la croisée des genres drum and bass, dubstep, deep house et UK garage, mais semble plus maîtrisé, riche et affirmé.

### Ninja Tune
2011 est une grosse année pour Lustman puisque outre ce deuxième album, il fonde bientôt son propre label Blueberry (du nom de la colline qui l'a vu grandir), assure en septembre la première partie de Radiohead au Roseland Ballroom, signe plusieurs remixes (dont Sleepwalking pour Photek, Hold My Breath de Holy Ghost! (en) et Here We Go Again de Roots Manuva), et enfin part signer chez Ninja Tune. Il commence par y publier l'EP Atlantis et à remixer les artistes du label (Bonobo avec All in Forms, Machinedrum avec U Don't Survive), mais surtout y sort à l'été 2012 son troisième album Hardcourage, accompagné des EPs Straight & Arrow (qui contient des remixes de Four Tet et Gold Panda), et She Sleeps où figure Edward Macfarlane de Friendly Fires. Par rapport aux travaux précédents de FaltyDL, Hardcourage apparait plus calme, sobre et aéré mais ne parvient pas à convaincre tous les observateurs,. Lustman revient ensuite quelques mois plus tard sous le pseudonyme de Donna Chambray Loren, avec l'EP autoproduit 20K Solid Gold exclusivement disponible en mp3, et signe un remix sur le single Umi Says / Attack sous celui de Sven Liebeck.
En août 2014, après un autre deux-titres, EP 1 sur R&S Records cette fois sous l'alias Shangai Den, et une nouvelle série de remixes entre autres pour Oneohtrix Point Never (Replica), Dirty Projectors (The Socialites) et DJ Cam (Uncomfortable), FaltyDL sort son quatrième album Into the Wild, entouré des EPs Danger et ///I\II\\\\. Moins commercial que son prédécesseur, Into the Wild renoue avec la richesse et la complexité des débuts, multipliant les changements de ton et de rythme à travers une suite de morceaux pour la plupart très courts,. L'album, mis en ligne gratuitement par le New York Times à sa sortie, s'inscrit dans un projet plus large en collaboration avec l'artiste vidéo Chris Shen. En septembre il publie un EP A Thorough Study sous son vrai nom, et récidive l'année suivante avec un album long, The Crystal Cowboy, pour lequel il revient à Planet Mu.
FaltyDL a depuis repris sa série de remixes, avec notamment des réinterprétations fin 2014 pour Luke Vibert (Stabs of Regret) et Tosca (Have Some Fun).

## Discographie

### Albums
- juin 2009 : Love Is a Liability - Planet Mu
- mars 2011 : You Stand Uncertain - Planet Mu
- janvier 2013 : Hardcourage - Ninja Tune
- août 2014 : In the Wild - Ninja Tune
- avril 2015 : The Crystal Cowboy (en tant que Drew Lustman) - Planet Mu

### Mixes
- septembre 2009 : FACT Mix 80 - FACT
- août 2009 2009 : RA.170 - Resident Advisor

### EPs
- novembre 2007 : Rapidly Harvested Asparagus - Napalm Enema
- octobre 2007 :  Beat Lumber - Unfun records
- courant 2007 : Callipygian Female Flattery - Fizz recordings
- avril 2008 : FaltyDL's Asparagus Harvesters - Napalm Enema
- mai 2009 : Human Meadow Remixes - Planet Mu
- mai 2009 : To London - Ramp recordings
- octobre 2009 : Bravery - Planet Mu
- octobre 2009 : Party - Ramp recordings
- juillet 2010 : Phreqaflex - Planet Mu
- septembre 2010 : Endeavour - Planet Mu
- décembre 2010 : 50 Weapons #007 (avec eLan) - 50 Weapons
- mars 2011 : Mean Streets Part One - Swamp 81
- novembre 2011 : Atlantis - Ninja Tune
- mars 2012 : Mean Streets Part Two - Swamp 81
- juillet 2012 : Hardcourage - Ninja Tune
- novembre 2012 : Straight & Arrow - Ninja Tune
- février 2013 : She Sleeps (Part 1) (feat. Edward Macfarlane de Friendly Fires) - Ninja Tune
- février 2013 : She Sleeps (Part 2) (feat. Edward Macfarlane) - Ninja Tune
- octobre 2013 : 20K Solid Gold  (en tant que  Donna Chambray Loren) - (autoproduit)
- septembre 2014 : A Thorough Study (en tant que Drew Lustman) - 2000 Black
- novembre 2014 : ///I\II\\\\ - Ninja Tune